# Grad Kellerberg
Koordinati:   46°40′31″N, 13°42′19″E
Grad Kellerberg (nemško Burg Kellerberg) je srednjeveški grad, ki se nahaja na severozahodnem robu naselja z istim imenom pod cesto Beljak – Špital.  Leži cca. 13 km severozahodno od  mesta Beljak na Koroškem (nem. Vilach na avstrijskem Koroškem) proti Gornji Dravski dolini. Sedanja stavba datira iz leta 1492, je lepo obnovljen in se v njem nahaja hotel. Predhodnik tega gradu, ki je bil pozidan že sredi 11. stoletja pa je stal nekoliko južneje na visoki polici istoimenskega hriba in je bil popolnoma porušen v potresu leta 1348. Od njega so ostali le še skromni ostanki ruševin.  

## Zgodovina
O nastanku oziroma času pozidave gradu nimamo neposrednih pisnih virov.  Vendar lahko čas pozidave opredelimo na podlagi posrednih podatkov, še posebej pa na podlagi poznavanja kdo in na kakšen način je gradil prve cerkve. Z darilno listino je grof Friderik I. (Ortenburški) leta 1058 podaril korarjem v Salzburgu zaselek sv. Urha in kapelo sv. Urha (Ulrika).  Graditelj te kapele, predhodnice današnje farne cerkve sv. Urha je bil grof Friderik I.  (Ortenburški) ali celo njegov oče. Hkrati je bil verjetno zgrajen tudi prvi grad in to na posesti, ki je nekoliko kasneje postala grofija Ortenburg.  Leta 1100 je bila cerkev Kellerberg prvič omenja v seznamu cerkva, kjer je pripadala desetina  oglejskim patriarhom, oziroma takratnemu patriarhu Rajmundu. Posvečena je sv. Ulriku (Urhu).  Dne 4. maja 1201 je močan potres z epicentrom v Liesertal  uničil grad in cerkev, ki so ju oba obnovili.
Grad in gospostvo Kellerberg  je bilo v svobodni  lasti grofov Ortenburških, ki so grad in gospostvo dajali v fevd svojim vazalom, ki so se tudi imenovali po gradu.  Na zunanji severni steni farne cerkve lahko najdemo nagrobni kamen Hermana von Chellerberg iz leta 1230. Grad Kellerberg je bil prvič izrecno omenjen kot Chellerberch 1251 in je pripadal grofom Ortenburškim.  Po delilni pogodbi iz leta 1263 med bratoma je Henrik Ortenburški  prejel vazala viteza Ortolfa Kellerberškega, ki je bil iz družine Osojskih vitezov, saj se je njegov oče imenoval Osojski.  Grad je uničil močan potres leta 1348;  in potem ga niso več obnovili. Od njega so ostali le še skromni ostanki ruševin. 
Po izumrtju Ortenburških leta 1418 je gospostvo in fevdna oblast prešla najprej na Celjske grofe in nazadnje leta 1456, po  izumrtju Celjskih,  na cesarja oziroma na Habsburžane oziroma deželnega kneza. Leta 1422 se pojavlja „Niklas der Frantsch“  kot vodja urada v Kellerbergu. 1478  so  Kellerberg opustošili  Turki.
Sedanja stavba datira iz leta 1492. Cesar Maksimilijan I. je grad leta 1514 podelil v fevd Žigi Dietrichsteinskemu, vendar ga je ta kmalu odkupil v svobodno last. Leta 1527 Žiga sam izda fevdno pismo,  s katerim  grad izroči v fevd  Krištofu Keller-ju iz Kellerberga. 1541 je bil Mathes Keller iz Kellerberga eden izmed varuhov mladoletnega dediča svojega fevdnega gospoda Žige Dietrichsteinskega. Ko je Jurij Dietrichsteinski  leta 1592 gospostvo Špatrjan, h kateremu je takrat spadal tudi Kellerberg, prodal Moricu Krištofu Khevenhüllerju, se je zamenjal le fevdni gospod, fevdni najemnik pa je ostal isti. Kellerji von Kellerberg so obdržali grad do svojega izumrtja, ki sega v konec 18. stoletja. Vendar so se lastniki večkrat spremenili. Leta 1782 je Peter Anton baron Grotta Grottenegg prodal gospostvo grofu Johanu Widmann-u. Leta 1894 je grad pripadal družini Rothauer. Današnja dobro vzdrževana zgradba gradu se uporablja kot grajski hotel.

## Župnija
Dne 27. marca 1309  je  oglejski patriarh Ottobonus cerkev v Kellerbergu  povzdignil v samostojno župnijo. Leta 1349 je omenjen prvi župnik  župnije Kellerberg: Henrik von Cellerberg.  Leta 1478 so trg Kellerberg skupaj s farovžem in gradom uničili oziroma požgali Turki. 
Župnišče je dolgo ostalo požgano in uničeno, tako da je protestantski pastor vsak teden bival pri drugem kmetu . Od sredine 16. stoletja do konca 16. stoletja se je v  cerkvi v Kellerbergu opravljalo evangeličansko bogoslužje. Leta 1596 sta grof  Khevenhüller in gospod Keller iz Kellerberga  želela zgraditi nov farovž v Kellerbergu. Projekt ni bil izveden.  Leta  1642 so patronat nad župnijo Kellerberg prevzeli grofje Widmann in se spustili v ponovno izgradnjo cerkve. Farovž je bil zgrajen v sedanji obliki konec 17. stoletja.  Od leta 1733 ima fara Kellerberg neprekinjeno svojega župnika.